# 坎康普瓦弗勒济
坎康普瓦弗勒济（法語：Quincampoix-Fleuzy，法語發音：[kɛ̃kɑ̃pwa fløzi]）是法国瓦兹省的一个市镇，位于该省西北部，属于博韦区。

## 地理
坎康普瓦弗勒济（49°44'48"N, 1°46'21"E）面积9.22 平方千米，位于法国上法蘭西大區瓦兹省，该省份为法国北部内陆省份，北起索姆省，西接厄尔省和滨海塞纳省，南至塞纳-马恩省和瓦兹河谷省，东临埃纳省。
与坎康普瓦弗勒济接壤的市镇（或旧市镇、城区）包括：欧马勒、埃斯克勒圣皮埃尔、富尤瓦、古尔谢勒、拉努瓦屈耶尔、罗梅斯康普、欧德里库尔、莫维莱尔圣萨蒂南、阿邦库尔。

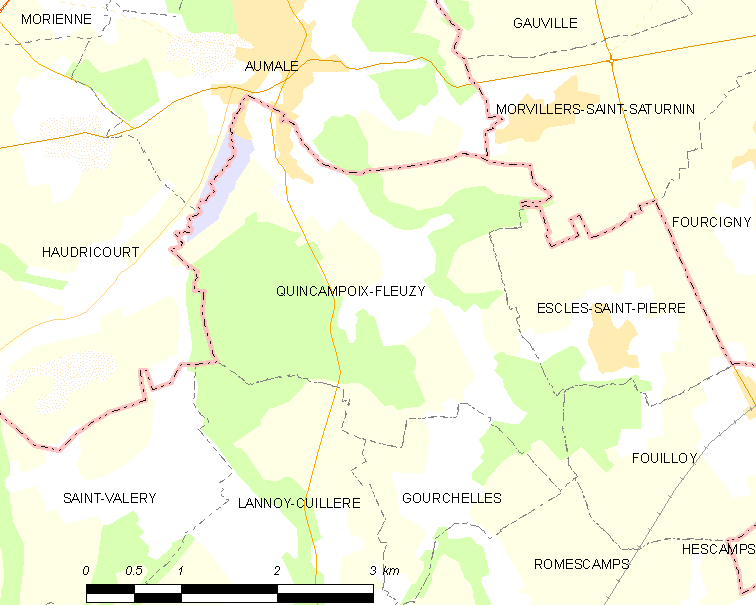
坎康普瓦弗勒济的OSM定位图

坎康普瓦弗勒济的时区为UTC+01:00、UTC+02:00（夏令时）。

## 行政
坎康普瓦弗勒济的邮政编码为60220，INSEE市镇编码为60521。

## 政治
坎康普瓦弗勒济所属的省级选区为格朗维利耶县。

## 人口

1962-2008年间坎康普瓦弗勒济人口变化图示

坎康普瓦弗勒济于2022年1月1日时的人口数量为403人。